# Papa les p'tits bateaux
Pour plus de détails, voir Fiche technique et Distribution.
Papa les p'tits bateaux est un film français réalisé par Nelly Kaplan, sorti en 1971.

## Synopsis
Vénus de Palma, une riche héritière, est enlevée par quatre gangsters amateurs et empotés, qui espèrent récupérer une grosse rançon. Malheureusement pour eux, Vénus sera plus futée.

## Fiche technique
- Réalisation : Nelly Kaplan
- Scénario : René Guyonnet, Claude Makovski et Nelly Kaplan, d'après le roman Bande de raptés de Jean Laborde
- Photographie : Ricardo Aronovitch
- Son : Jean-Claude Laureux
- Décor : Michel Landi
- Musique : André Popp
- Montage : Noëlle Boisson et Nelly Kaplan
- Coordinateur des combats et des cascades : Claude Carliez et son équipe
- Production : Nelly Kaplan et Claude Makovski
- Société de production : Cythere Films
- Genre : comédie
- Durée : 100 minutes

## Distribution
- Sheila White (en) : Vénus "Cookie" de Palma
- Michel Bouquet : Marc
- Judith Magre : Marylène
- Michael Lonsdale : Hippolyte
- André Valardy : Luc
- Pierre Mondy : Jeannot, le corse
- Jean Parédès : Commissaire Duvalier
- Sydney Chaplin : Spiro de Palma
- Bernard Musson : Matéo Falcone
- Catherine Allégret : Dany
- Marcel Dalio : Boudu, le clochard
- Nelly Kaplan : la dame au gros chien
- Régine Deforges : la jolie fille
- Jean-Jacques Pauvert : le voyeur
- Jean-Claude Massoulier : le reporter